# Croton echioideus
Croton echioideus är en törelväxtart som beskrevs av Henri Ernest Baillon. Croton echioideus ingår i släktet Croton och familjen törelväxter. Inga underarter finns listade i Catalogue of Life.